# Torneo de las Cinco Naciones 1969
El Torneo de las Cinco Naciones de 1969 fue la 75° edición del principal Torneo del hemisferio norte de rugby.
El campeón del torneo fue la selección de Gales.

## Clasificación
| Lugar | Selección  | Partidos | Partidos | Partidos  | Partidos | Puntos  | Puntos    | Puntos | Tabla de puntos |
| Lugar | Selección  | Jugados  | Ganados  | Empatados | Perdidos | A favor | En contra | dif.   | Tabla de puntos |
| ----- | ---------- | -------- | -------- | --------- | -------- | ------- | --------- | ------ | --------------- |
| 1     | Gales      | 4        | 3        | 1         | 0        | 79      | 31        | +48    | 7               |
| 2     | Irlanda    | 4        | 3        | 0         | 1        | 61      | 48        | +13    | 6               |
| 3     | Inglaterra | 4        | 2        | 0         | 2        | 54      | 58        | -4     | 4               |
| 4     | Escocia    | 4        | 1        | 0         | 3        | 12      | 44        | -34    | 2               |
| 5     | Francia    | 4        | 0        | 1         | 3        | 28      | 53        | -25    | 1               |

## Resultados
| 11 de enero | Francia | 3 - 6 | Escocia | Stade Olympique Yves-du-Manoir, Colombes |  |

| 25 de enero | Irlanda | 17 - 9 | Francia | Lansdowne Road, Dublín |  |

| 1 de febrero | Escocia | 3 - 17 | Gales | Estadio Murrayfield, Edimburgo |  |

| 8 de febrero | Irlanda | 17 - 15 | Inglaterra | Lansdowne Road, Dublín |  |

| 22 de febrero | Inglaterra | 22 - 8 | Francia | Twickenham Stadium, Londres |  |

| 22 de febrero | Escocia | 0 - 16 | Irlanda | Estadio Murrayfield, Edimburgo |  |

| 8 de marzo | Gales | 24 - 11 | Irlanda | Cardiff Arms Park, Cardiff |  |

| 15 de marzo | Inglaterra | 8 - 3 | Escocia | Twickenham Stadium, Londres |  |

| 22 de marzo | Francia | 8 - 8 | Gales | Stade Olympique Yves-du-Manoir, Colombes |  |

| 12 de abril | Gales | 30 - 9 | Inglaterra | Cardiff Arms Park, Cardiff |  |

## Premios especiales
- Triple Corona:  Gales
- Copa Calcuta:  Inglaterra